# ジョアン・ペドロ・エンリケス・ネト
ジョアン・ペドロ（João Pedro）こと、ジョアン・ペドロ・エンリケス・ネト（João Pedro Henriques Neto 、1984年9月11日 - ）は、ポルトガル・ポルト出身の元サッカー選手。現役時代のポジションは、ミッドフィールダー。